# Archaeonycteridae
Archaeonycteridae — викопна родина ссавців з підряду кажанів ряду лиликоподібних, або рукокрилих (Vespertilioniformes, seu Chiroptera). Archaeonycteridae примітивні кажани, відомі з пізнього палеоцену до середнього еоцену Євразії та Австралії. Хоч 50-55 мільйонів років тому, ці архаїчні кажани були схожі на сучасних кажанів, як показали прекрасно збережені, повні скелети кажанів знайдені в Месельських копальнях біля Дармштадта в Німеччині. Архаїчні, початку третинного періоду кажани були виявлені в основному в Північній півкулі, у тодішній Лавразії, але в 1990 році примітивний кажан палеоцену був виявлений у 55-мільйоній глині біля містечка Мургон, південно-східний Квінсленд. Це говорить про те, що кажани були поширені в усьому світі, навіть на початку третинного періоду. Міжродинні стосунки архаїчних кажанів і сучасних, не ясні, але Hassianycterididae може бути ближче до сучасних кажанів, ніж інші архаїчні родини. Зубна формула дорослих особин Archaeonycteridae наступна: I 1-2/1-3, C 1/1, Р 2-4/2-4, М 1-3/1-3.

## Склад родини
Родина вміщує чотири роди.
- †Archaeonycteris (Revilliod, 1917)
  - †Archaeonycteris trigonodon (Revilliod, 1917) — Лютет, Німеччина
  - †Archaeonycteris pollex (Storch & Habersetzer, 1988) — Лютет, Німеччина
  - †Archaeonycteris brailloni (Russell et al., 1973) — Іпрський ярус, Франція
  - †Archaeonycteris storchi (Smith et al., 2007) — Іпрський ярус, Індія
- †Australonycteris (Hand, Novacek, Godthelp & Archer, 1994)
  - †Australonycteris clarkae Іпрський ярус, Австралія
- †Matthesia (Smith & Storch 1981)
  - †Matthesia germanica (Sige & Russell, 1980) — середній еоцен, Німеччина[3]
  - †?Matthesia insolita (Sige & Russell, 1980) — середній еоцен, Німеччина[3]
- †Protonycteris (Smith et al., 2007)
  - †Protonycteris gunnelli (Smith et al., 2007) — Іпрський ярус, Індія
- †Xylonycteris
  - †Xylonycteris stenodon Hand & Sigé, 2017